# Колдвотер 1
Колдвотер 1 (англ. Coldwater 1) — індіанська резервація в Канаді, у провінції Британська Колумбія, у межах регіонального округу Томпсон-Нікола.

## Населення
За даними перепису 2016 року, індіанська резервація нараховувала 318 осіб, показавши скорочення на 8,9%, порівняно з 2011-м роком. Середня густина населення становила 17,3 осіб/км².
З офіційних мов обидвома одночасно не володів жоден з жителів, тільки англійською — 315. Усього 40 осіб вважали рідною мовою не одну з офіційних, з них усі — одну з корінних мов.
Працездатне населення становило 62,7% усього населення, рівень безробіття — 34,4%.

## Клімат
Середня річна температура становить 5,7°C, середня максимальна – 19,7°C, а середня мінімальна – -11,7°C. Середня річна кількість опадів – 396 мм.
| Клімат поселення                              | Клімат поселення | Клімат поселення | Клімат поселення | Клімат поселення | Клімат поселення | Клімат поселення | Клімат поселення | Клімат поселення | Клімат поселення | Клімат поселення | Клімат поселення | Клімат поселення | Клімат поселення |
| Показник                                      | Січ.             | Лют.             | Бер.             | Квіт.            | Трав.            | Черв.            | Лип.             | Серп.            | Вер.             | Жовт.            | Лист.            | Груд.            |                  |
| Середній максимум, °C                         | 1,88             | 4,66             | 8,31             | 12,18            | 16,30            | 19,72            | 19,05            | 19,61            | 15,13            | 9,55             | 3,30             | −1,22            |                  |
| Середня температура, °C                       | −4,9             | −2,12            | 1,53             | 5,40             | 9,52             | 12,93            | 15,86            | 16,43            | 11,94            | 6,35             | 0,12             | −4,41            |                  |
| Середній мінімум, °C                          | −11,7            | −8,9             | −5,27            | −1,39            | 2,73             | 6,15             | 12,67            | 13,24            | 8,76             | 3,16             | −3,06            | −7,6             |                  |
| Норма опадів, мм                              | 44               | 27               | 20               | 17               | 31               | 41               | 33               | 27               | 28               | 33               | 48               | 47               |                  |
| Середньомісячна швидкість вітру, м/с          | 2.10             | 2.16             | 2.40             | 2.70             | 2.46             | 2.40             | 2.30             | 2.10             | 1.92             | 2.03             | 2.10             | 2.01             |                  |
| Середньомісячна сонячна радіація, кДж/м²·день | 3501             | 6686             | 11177            | 16153            | 19719            | 21232            | 22305            | 19049            | 13576            | 7723             | 3826             | 2686             |                  |
| --------------------------------------------- | ---------------- | ---------------- | ---------------- | ---------------- | ---------------- | ---------------- | ---------------- | ---------------- | ---------------- | ---------------- | ---------------- | ---------------- | ---------------- |
| Джерело:                                      |                  |                  |                  |                  |                  |                  |                  |                  |                  |                  |                  |                  |                  |